# Сейшельська федерація футболу
Сейшельська футбольна федерація (англ. Seychelles Football Federation) — організація, що здійснює контроль і управління футболом на Сейшельських Островах. Розташовується на острові Мае. СФФ заснована в 1979 році, вступила в ФІФА і в КАФ в 1986 році. Федерація організовує діяльність і управляє національними збірними з футболу (чоловічого, жіночого, молодіжними). Під егідою федерації проводиться чемпіонат країни та багато інших змагань.